# Amoea vacua
Amoea vacua är en insektsart som först beskrevs av Gerstaecker 1894.  Amoea vacua ingår i släktet Amoea och familjen fjärilsländor. Inga underarter finns listade i Catalogue of Life.